# Jean-Baptiste Mazingue
Jean-Baptiste Mazingue   (Saméon, 9 de novembre de 1809 - Lilla, 27 de novembre de 1860) fou un músic francès.
Estudià al conservatori de Lilla, on cursà harmonia amb un professor de cert renom anomenat Baumann, però després es dedicà al cant pla en el que fou molt competent. Nomenat mestre de capella de l'església de Sant Esteve de Lilla, càrrec que conservà fins a la seva mort. A més de diverses misses i salms en cant pla, que va compondre per ser executats en aquella església, i que es distingeixen pel sentiment religiós que els inspirà, se li deu: Recueil de plain-chant et de musique religieuse (París, 1845, i Psaumes en faux-bourdon (Lilla, 1855).